# Důl Helena
Důl Helena byl hnědouhelný hlubinný důl na katastrálním území obcí Nové Sedlo a Chranišov v okrese Sokolov ve Falknovsko–loketské hnědouhelné pánvi.

## Historie dolu
Důl, který vlastnila  vídeňská firma Springer & Company, se začal hloubit 22. března 1877 . Jeho dobývací pole se nacházelo na katastrech obcí Nové Sedlo a Chranišov. Dne 10. března 1906 byl důl uzavřen. Znovu byl obnoven na krátkou dobu v období 1925 – 1930.

### Popis dolu
Hloubka jámy byla 104 metrů. V dole se nacházely dvě hnědouhelné sloje, které směřovaly od jihozápadu na severovýchod s úklonem na severozápad. Spodní sloj nesla název Josef a dosahovala  mocnost 3 až 6 metrů a vrchní sloj Antonín dosahovala mocnosti až 30 metrů, uhlí bylo méně kvalitní. Po vyhloubení výdušné jámy došlo k rozfárání sloji Josef a následně sloji Antonín. Hnědouhelné sloje se dobývaly metodou směrného pilířování na zával se základkou. Důl Helena nebyl veden, jako nebezpečný výskytem výstupu metanu.

### Těžba v dole
Důl se potýkal se značnými tektonickými poruchami. Uhelné sloje měly vysokou náchylnost k samovznícení. Počet zaměstnanců se uváděl kolem 150 horníků. V roce 1896 bylo z dolu vytěženo kolem 75 tisíc tun uhlí. Těžba byla ukončena v roce 1906 z důvodu zatápění důlními vodami, které nebylo možné v té době účinně odčerpat. Důl byl následně obnoven v letech 1925 - 1930.

## Havárie roku 1905
V obci Nové Sedlo došlo v prosinci k důlnímu požáru. Likvidace požárů přímým zásahem nebyla možná, a proto se muselo přistoupit k prostorovému uzavírání požářiště hrázemi. Při zásahu záchranářů byly v dole poprvé použity nové dýchací přístroje Dräger model 1904.
Celkem zahynulo 19 horníků, 17 obětí se podařilo nalézt, dvě zbývající oběti jsou navždy pohřbeny v dole.
Nedostatečně zlikvidovaný endogenní požár, byl příčinou havárie.